# Boris Cebotari
Boris Cebotari (ur. 3 lutego 1975 w Sărăteni, zm. 15 lipca 2012 w Kiszyniowie) – mołdawski piłkarz występujący na pozycji pomocnika.

## Kariera klubowa
Cebotari karierę rozpoczynał w 1992 roku w Zimbru Kiszyniów. Z zespołem tym sześć razy zdobył mistrzostwo Mołdawii (1992, 1993, 1994, 1995, 1996, 1998), a także dwa razy Puchar Mołdawii (1997, 1998). Na początku 1999 roku odszedł do Tiligulu Tyraspol, jednak jeszcze w tym samym roku przeniósł się do Agro Kiszyniów. Na początku 2000 roku wrócił do Zimbru Kiszyniów, z którym zdobył jeszcze mistrzostwo Mołdawii (2000) oraz Puchar Mołdawii (2003).
W 2004 roku Cebotari przeszedł do ukraińskiego Wołynia Łuck, grającego w Premier lidze. Spędził tam dwa lata, po czym wrócił do Mołdawii, gdzie został zawodnikiem Dacii Kiszyniów. Występował tam przez rok, po czym ponownie wrócił do Zimbru Kiszyniów, z którym w 2007 roku wywalczył kolejny Puchar Mołdawii. W tym samym roku przeszedł do CSCA-Steaua Kiszyniów, gdzie w 2008 roku zakończył karierę.

## Kariera reprezentacyjna
W reprezentacji Mołdawii Cebotari zadebiutował 16 kwietnia 1994 w zremisowanym 1:1 towarzyskim meczu ze Stanami Zjednoczonymi, a 29 marca 2003 w przegranym 1:2 pojedynku eliminacji Mistrzostw Europy 2004 z Białorusią strzelił swojego jedynego gola w kadrze. W latach 1994–2006 w drużynie narodowej rozegrał 38 spotkań.